# برنت أنكر
برنت أنكر (بالنرويجية البوكمول: Bernt Anker)‏ هو تاجر نرويجي، ولد في 22 نوفمبر 1746 في كريستيانية في النرويج، وتوفي بنفس المكان في 21 أبريل 1805.